# جون ستاينر
السير جون ستاينر (6 يونيو 1840-31 مارس 1901) كان مؤلفًا موسيقيًا وعازفًا إنكليزيًا، وكانت موسيقاه رائجة جدًا خلال فترة حياته، على الرغم من أنه نادرًا ما تعزف اليوم (باستثناء موسيقى الصلب، التي لا تزال تُسمع في باشونتايد «أخر أسبوعين في الصوم الكبير» في بعض كنائس الكنيسة الأنجليكانية). وقد وضع عمله كمدرب للجوقة وعازف أورغن معايير لموسيقى الكنيسة الأنجليكانية التي لا تزال مؤثرة. وكان أيضًا نشطًا كأكاديمي وأصبح أستاذ هيذر للموسيقى في أكسفورد.
ولد ستاينر في ساوثوورك في لندن عام 1840، وهو ابن مدير مدرسة. وأصبح من أعضاء جوقة كاتدرائية القديس بولس عندما كان في العاشرة من عمره، وعُين عازف أورغن في كلية سانت مايكل، تينبيري في سن السادسة عشرة. وأصبح فيما بعد عازف أورغن في كلية المجدلية في أكسفورد، وبعد ذلك عازف أورغن في كاتدرائية القديس بولس. وحين تقاعد بسبب ضعف بصره وتدهور صحته عاد إلى أكسفورد ليصبح أستاذًا للموسيقى في الجامعة. وتوفي بشكل مفاجئ أثناء إجازته في إيطاليا عام 1901.

## سنواته المبكرة
كان جون ستاينر الثامن من بين تسعة أطفال ولدوا لوليام ستاينر وزوجته آن (لقبها قبل الزواج كوليير) في 6 يونيو عام 1840. وقد مات ثلاثة من الأطفال على الأقل في سن الطفولة، وكان جون أصغر بكثير من أخيه وليام وأخواته الثلاث آن وسارة وماري. عاشت العائلة في ساوثوورك في لندن، حيث انضم والده إلى أخيه في عمله في صنع الخزائن، وأصبح لاحقًا كاتبًا في مجلس الكنيسة ومسجل مواليد ومدير مدرسة أبرشية. وكان أيضًا موسيقيًا ماهرًا وعازفًا على البيانو والكمان والفلوت. وبنى في المنزل آلة أورغن وكان يرافقه هناك جون الصغير عندما كان يعزف ألحان ترنيمة على الكمان. وقد استخدمت أخته آن آلة الأورغن أيضًا وكانت عازفة أورغن منتظمة في المستشفى المجدلي في ستريثام. لقد كانت عائلة سعيدة، ويبدو أن جون الصغير كان مدللًا من قبل الكبار. وأمكنه أن يعزف موسيقى باخ فوغا على سلم مي الكبير في سن السابعة.
في عام 1849 وبعد عام من الاختبار، أصبح الشاب ستاينر عضو جوقة في كاتدرائية القديس بولس. لقد كان بالفعل عازفًا بارعًا على آلات المفاتيح وكان يمتلك صوتًا مثاليًا وطبقة جواب رائعة وسرعان ما أصبح عازفًا منفردًا رئيسيًا للجوقة.
في عام 1854 جرت دعوته للغناء في أول أداء إنجليزي لمقطوعة باخ آلام سانت ماثيو بقيادة ويليم ستيرنديل بينيت في قاعة اجتماعات ساحة هانوفر. وسافر لأجل ذلك بشكل يومي بين بلدته ستريثام وبين الكاتدرائية بواسطة سفينة بخارية. وكان على أفراد الجوقة أن يغنوا من أجل القداس في الساعة 9:30 صباحًا والساعة 3:15 مساءً. وبين هذه الأوقات جرى تعليم الجوقة اللغة اللاتينية والحساب والكتابة ومواد أخرى، وربما تلقى ستاينر هناك تعليمًا أفضل بكثير مما كان يمكن أن يفعله لو أنه تلقى تعليمه في المدرسة الابتدائية المحلية. ومنذ ذلك الوقت سمي أحد منازل مدرسة جوقة الكاتدرائية باسمه. وقد تلقى دروس الأورغن في كنيسة القديس سيبولشر في هولبورن من جورج كوبر عازف الأورغن المساعد في كاتدرائية القديس بولس تحت قيادة جون غوس. وربما في هذا الوقت التقى بالملحن المستقبلي آرثر سوليفان الأصغر منه بسنتين. وبالتأكيد أصبح الشابان فيما بعد صديقين وقاما بأنشطة معًا في إجازات نصف اليوم.
في عام 1855، عُرض عليه عقدًا لمدة ستة أشهر كعازف أورغن في كنيسة سانت بينيت على رصيف بول. وقد أثبت نجاحه وجرى تجديد عقده عدة مرات لمدة ستة أشهر أخرى. ونظرًا إلى أنه كان لا يزال قاصرًا دُفع راتبه البالغ 30 جنيهًا إسترلينيًا سنويًا إلى والده. وخلال هذه الفترة كان ينوب أحيانًا عن عازفي الأورغن المنتظمين غوس وكوبر في القداس في كاتدرائية القديس بولس.
في سن السادسة عشرة عُين ستاينر من قبل السير فريدريك أوسيلي في منصب عازف الأورغن في كلية سانت مايكل، تينبيري التي تأسست حديثًا. وكان أوسيلي أستاذ موسيقى هيذر في جامعة أكسفورد، وأصبح لاحقًا نائبًا لكلية سانت مايكل في ضواحي تينبيري ويلز، وهي مدرسة جوقة بها كنيسة أسسها ووهبها وكان الهدف منها أن تكون بمثابة نموذج لموسيقى الكنيسة الأنجليكانية. وعلى الرغم من أن ستاينر لم يكن أكبر سنًا بكثير من أفراد الجوقة، إلا أنه كان مسؤولًا عنهم. وكانت إحدى واجباته إعطاء دروس العزف على البيانو للأولاد لمدة ساعتين في اليوم. 
كان أوسيلي من هواة الكتب الأثرية وامتلك مكتبة واسعة. وكان مهتمًا جدًا بتاريخ الموسيقى وعمل كمرشد لستاينر. وتحت إشرافه أصبح ستاينر أصغر مرشح ناجح على الإطلاق للحصول على درجة البكالوريوس في الموسيقى من جامعة أكسفورد. وبهذه المناسبة كتب ستاينر كنتاتا (أغنية) «سبِّح الرب، يا روحي»، مع نص من المزمور 103. وكان أسلوب الأغنية التقليدي مصممًا ليُناشد اللجنة الفاحصة وتبدو أكثر رسمية حين مقارنتها بأعماله اللاحقة. وفي هذا الوقت كتب العديد من الأناشيد، كان أنجحها لقد رأيت الرب، وهو عمل أكثر جرأة وأصالة بلغة أكثر حداثة.

## كلية المجدلية
في عام 1860 أصبح عازف أورغن في كلية المجدلية في أكسفورد، في البداية لمدة ستة أشهر، براتب 120 جنيهًا إسترلينيًا سنويًا. وتضمنت واجباته العزف للقداس، وتدريب الجوقة وقيادتها أيام الجمعة، وهو اليوم الذي لم يُستخدم فيه الأورغن. وضع أورغن جديد قبل خمس سنوات كان مثاليًا لتنمية موهبته. وأثبت في موقعه أنه كفء، وأصبح عقده دائمًا. وسُمح له بالدراسة للحصول على شهادة طالما أنها لا تتعارض مع واجباته، واختار أن يفعل ذلك على أمل أن يؤدي ذلك إلى رفع مكانته الاجتماعية. وحصل على البكالوريوس في عام 1864 والماجستير بعد ذلك بعامين وكان حريصًا على الانتقال إلى درجة الدكتوراه في الموسيقى، ليرفع مكانته داخل الجامعة.
وقد قدم ستاينر، الذي كان ضميرًا جادًا بصفته قائد جوقة، أناشيد جديدة وموسيقى قداس، ما رفع الجوقة إلى مستوى أعلى من الحضور مما كانت عليه سابقًا. وكان من المعتاد على أعضاء الجوقة البالغين والكتبة غير المتخصصين عدم حضور التدريبات على الإطلاق؛ لكن ستاينر كان لديه شخصية جذابة وأقنعهم بالمجيء. ومكّن حضورهم الأكثر انتظامًا من توسيع المجموعة. وكانت مهارة ستاينر على الأورغن تحظى باحترام كبير، وكان يُنظر إليه على أنه «أفضل عازف أورغن شهدته أكسفورد على مدى أجيال عديدة». كان نائب المستشار الدكتور فرانسيس جون من المعجبين به، وفي عام 1861 عين ستاينر في منصب مرموق كعازف أورغن جامعي في كنيسة القديسة مريم العذراء بالجامعة. وهنا كان من المتوقع أن يعزف في قداس كل يوم أحد (في وقت متأخر في الصباح عن القداس المجدلي).
في ذلك الوقت كان ستاينر يؤلف الموسيقى الليتورجية ويطور أسلوبه الموسيقي. وكان هناك العديد من الأناشيد ونشيدان آخران متعددا المقاطع، «انزلي، أيتها السماوات من فوق» و«كانوا جميلين وسعيدين في حياتهم». وتضمن روتينه خدمتين دينيتين يوميًا والتدريبات والمحاضرات والدروس وحضور محاضرات أوسيلي وزيارات المنزل في ساوثوورك في الإجازات. ولا بد أنه قد أدى واجباته باجتهاد حيث جرى رفع راتبه بمقدار 10 جنيهات إسترلينية سنويًا وبعد عام 1862 حصل على بدل إيجار.